# All Nations Party of British Columbia
Die All Nations Party (ANP) war eine kleinere politische Partei in der kanadischen Provinz British Columbia. Sie hatte die meisten Anhänger unter Angehörigen der First Nations, den verschiedenen Völkern der Ureinwohner Kanadas. Die Partei bestand von 2001 bis 2005.
Die ANP hielt ihre Gründungsversammlung am 27. Januar 2001 in Kamloops ab. In Gründungsdokumenten bezeichnete sich die Partei als erste von Ureinwohnern geführte politische Partei in British Columbia. Der Parteichef Don Moses ist Mitglied der Lower Nicola Indian Band und lebt auf deren Shulus-reserve. Als Ziele nannte die Partei die Vertretung von Interessen der Ureinwohner, insbesondere bei traditionellen Landrechten, Gesundheitsversorgung und Naturschutz.
Ursprünglich wollte die ANP zwölf Kandidaten zur Wahl von 2001 in British Columbia aufstellen. Die sechs Kandidaten, welche die Partei letztlich zu den Wahlen von 2001 nominierte, waren ebenfalls Angehörige der First Nations.
Die Partei erhielt 3380 Stimmen, was einem Anteil von 3,94 % der abgegebenen Stimmen in den Stimmbezirken entspricht, in denen sie angetreten war. Den größten Wahlerfolg verzeichnete der ANP-Kandidat im Stimmbezirk North Coast, der einen Ureinwohneranteil von 40 Prozent aufweist. Die ANP lag dort mit 4,84 % an zweiter Stelle. Im Stimmbezirk Yale-Lillooet erlangte Parteichef Don Moses mit 1126 Stimmen (6,87 % der abgegebenen Stimmen) den vierten Platz unter sechs Kandidaten.
2004 beteiligte sich die ANP an den Bestrebungen, eine neue Zentrumspartei zu schaffen. Am 16. Januar 2005 ging sie in der Democratic Reform British Columbia auf.